# Henrik Lund (maler)
For andre personer med dette navn, se Henrik Lund
Henrik Louis Lund (født 8. september 1879 i Bergen, død 23. december 1935 i Oslo) var en norsk maler, kendt for sin portrætkunst i impressionistisk stil.
Etter en tid som sømand blev han elev hos Harriet Backer (1899), debuterede samme år, og studerede videre hos Johan Nordhagen (1903).  Lund rejste meget, først bosat i København (1904–09), bopæl Nørre Allé 49, hvor han slog igennem med flere udstillinger. Med statsstipendium boede han i Paris (1905, 1920-21), og han udstillede i Berlin (1908). I USA havde han en række ophold, som kommissær (1912) og som udstiller (1915, hvor han også malede Theodore Roosevelt, Thomas Edison og Charles W. Eliot).  Hans søster, komponisten og pianisten Signe Lund (1868–1950) var  bosat der. Han turnerede Europa med Olaf Bull, hvor han bl.a. malede portrætter af Eleonora Duse, H. G. Wells og Benito Mussolini 
(1923).
Den han oftest portrætterede var formentlig vennen Knut Hamsun.
Han tegnede for Hans Jægers anarkistiske tidsskrift Korsaren (1907–).
Lund havde som valgsprog "Ingen dag uden en hyggelig aften".  
Han lagde navn til dampskibet «D/S Henrik Lund», anskaffet af bergenrederiet Willy Gilbert (1916). Skibet blev sænket af  tyske ubåde udfor  Cape Hatteras, USA (1918).

## Hæder
- Thaulowprisen 1905